# Rhyacophila
Rhyacophila is een geslacht van schietmotten uit de familie Rhyacophilidae. 

## Soorten
Deze lijst van 718 stuks is mogelijk niet compleet.
- Rhyacophila laevis slovenica

- Rhyacophila philopotamoides orientis

- Rhyacophila praemosa
- R. abchasica (AV Martynov, 1934)
- R. aberrans (AV Martynov, 1913)
- R. abida (H Malicky, 2009)
- R. abimael (H Malicky, 2009)
- R. accola (OS Flint, 1972)
- R. acraliodonta (C Sun, 1995)
- R. acutiloba (JC Morse & HH Ross, 1971)
- R. adjuncta (R McLachlan, 1884)
- R. ainola (H Malicky, 1989)
- R. aithra (H Malicky, 1997)
- R. alabama (SC Harris, 1991)
- R. albardana (R McLachlan, 1879)
- R. alberta (Banks, 1918)
- R. alexanderi (DG Denning, 1950)
- R. alticola (DE Kimmins, 1953)
- R. altoincisiva (C Hwang, 1957)
- R. amabilis (DG Denning, 1965)
- R. amasarica (W Mey, 1994)
- R. amblyodonta (C Sun & L Yang, 1999)
- R. amicis (HH Ross, 1956)
- R. anakbatukau (H Malicky, 1995)
- R. anakbuah (H Malicky, 1995)
- R. anakdjeram (H Malicky, 1995)
- R. anaksungai (H Malicky, 1995)
- R. anaktiongkok (H Malicky, 1995)
- R. anatina (KJ Morton, 1900)
- R. ancestralis (AV Martynov, 1935)
- R. angden (F Schmid, 1970)
- R. angelieri (H Decamps, 1965)
- R. angelita (Banks, 1911)
- R. angulata (AV Martynov, 1910)
- R. annulicornis (DE Kimmins, 1953)
- R. antiope (H Malicky, 1997)
- R. antiquissima (L Botosaneanu & W Wichard, 1983)
- R. aphrodite (H Malicky, 1975)
- R. apicalis (DE Kimmins, 1953)
- R. appalachia (JC Morse & HH Ross, 1971)
- R. appennina (R McLachlan, 1898)
- R. aquitanica (R McLachlan, 1879)
- R. arcangelina (L Navas, 1932)
- R. arcella (DG Denning, 1975)
- R. ardala (DG Denning, 1965)
- R. arefini (TI Lukyanchenko, 1993)
- R. argentipunctella (DE Kimmins, 1955)
- R. arhaviensis (F Sipahiler, 1986)
- R. armeniaca (FE Guerin-Meneville, 1844)
- R. arnaudi (DG Denning, 1948)
- R. articulata (KJ Morton, 1900)
- R. arties (F Sipahiler, 2000)
- R. asahiensis (M Kobayashi, 1976)
- R. assimilis (DE Kimmins, 1953)
- R. atomaria (L Navas, 1936)
- R. atrata (Banks, 1911)
- R. aurata (Brauer, 1857)
- R. aureomaculata (F Schmid, 1970)
- R. aureostigma (F Schmid, 1970)
- R. auricula (H Malicky & CH Sun, 2002)
- R. avicularis (DE Kimmins, 1953)
- R. azumaensis (M Kobayashi, 1973)
- R. bacurianica (SG Lepneva, 1961)
- R. baibarana (S Matsumura, 1931)
- R. bakurianica (SG Lepneva, 1961)
- R. balangshana (H Malicky, 1995)
- R. balcanica (M Radovanovic, 1953)
- R. balosa (DG Denning, 1989)
- R. banksi (HH Ross, 1944)
- R. banra (J Olah, 1987)
- R. basalis (Banks, 1911)
- R. belona (HH Ross, 1948)
- R. betteni (S Ling, 1938)
- R. bhotia (F Schmid, 1970)
- R. bhuchanadhara (F Schmid, 1970)
- R. bicolor (DE Kimmins, 1953)
- R. bicostata (C Sun & L Yang, 1995)
- R. bidens (DE Kimmins, 1953)
- R. biegelmeieri (H Malicky, 1984)
- R. bifida (DE Kimmins, 1953)
- R. bifila (Banks, 1914)
- R. bilobata (Ulmer, 1907)
- R. bivitta (C Sun, 1997)
- R. blarina (HH Ross, 1941)
- R. blenda (H Malicky & P Chantaramongkol, 1993)
- R. boleta (H Malicky & CH Sun, 2002)
- R. bonaparti (F Schmid, 1947)
- R. borcka (F Sipahiler, 1996)
- R. bosnica (F Schmid, 1970)
- R. braaschi (H Malicky & K Kumanski, 1976)
- R. brachyblasta (H Malicky & CH Sun, 2002)
- R. brechlini (W Mey, 1998)
- R. brevicephala (M Iwata, 1927)
- R. brevifurcata (K Kumanski, 1985)
- R. brunnea (Banks, 1911)
- R. bucina (H Malicky & CH Sun, 2002)
- R. burmana (DE Kimmins, 1953)
- R. cabrankensis (Malicky, Previ?i? & Ku?ini?, 2007)
- R. cameroni (Banks, 1931)
- R. carolae (SC Harris, 1989)
- R. carolina (Banks, 1911)
- R. carpenteri (LJ Milne, 1936)
- R. castanea (HA Hagen, 1858)
- R. cataractae (W Mey, 1998)
- R. caussica (F Vaillant, 1967)
- R. cedrensis (F Schmid, 1993)
- R. celadon (Etnier, Stocks, and Parker, 2005)
- R. celata (C Sun & L Yang, 1999)
- R. cerita (DG Denning, 1971)
- R. cibinensis (L Botosaneanu & M Marinkovic-Gospodnetic, 1967)
- R. clara (T Hattori & A Ohkawa, 2007)
- R. clavalis (AV Martynov, 1913)
- R. claviforma (C Sun & L Yang, 1998)
- R. clemens (M Tsuda, 1940)
- R. coclearis (LP Hsu & CS Chen, 1996)
- R. colonus (F Schmid, 1970)
- R. coloradensis (Banks, 1904)
- R. complanata (L Tian & Y Li, 1986)
- R. complanatula (H Malicky & CH Sun, 2002)
- R. confinium (L Botosaneanu, 1957)
- R. confissa (L Botosaneanu, 1970)
- R. contorta (C Sun & L Yang, 1995)
- R. coreana (M Tsuda, 1940)
- R. cornuta (DE Kimmins, 1953)
- R. crassa (F Schmid, 1970)
- R. crispa (C Sun & L Yang, 1998)
- R. cruciata (KH Forsslund, 1935)
- R. cuneata (C Sun & L Yang, 1999)
- R. cupressorum (AV Martynov, 1913)
- R. curriei (BJ Armitage and T.I. Arefina, 2003)
- R. curtior (F Schmid, 1970)
- R. curvata (KJ Morton, 1900)
- R. chakungpa (F Schmid, 1970)
- R. chamolungpa (F Schmid, 1970)
- R. chandleri (DG Denning, 1956)
- R. chandragoupta (F Schmid, 1959)
- R. chandzo (F Schmid, 1970)
- R. changpa (F Schmid, 1970)
- R. chayulpa (F Schmid, 1970)
- R. chematangpa (F Schmid, 1970)
- R. chembo (F Schmid, 1970)
- R. chenmo (F Schmid, 1970)
- R. chilsia (DG Denning, 1950)
- R. chimdro (F Schmid, 1970)
- R. chirka (F Schmid, 1993)
- R. chitre (SI Melnitsky, 2005)
- R. chomoyuma (F Schmid, 1970)
- R. choprai (AV Martynov, 1935)
- R. chordata (DG Denning, 1989)
- R. chugalungpa (F Schmid, 1970)
- R. chulukpa (F Schmid, 1970)
- R. chumikpa (F Schmid, 1970)
- R. chungse (F Schmid, 1970)
- R. churongpa (F Schmid, 1970)
- R. dactyloidis (C Sun & L Yang, 1995)
- R. dafla (F Schmid, 1970)
- R. dakshi (F Schmid, 1970)
- R. darbyi (WC Fields, 1981)
- R. davao (HH Ross, 1950)
- R. denticulifera (K Kumanski, 1985)
- R. depressa (AV Martynov, 1910)
- R. dgaldanpa (F Schmid, 1970)
- R. diakoftensis (H Malicky, 1983)
- R. diffidens (M Tsuda, 1940)
- R. dikkaravasini (F Schmid, 1970)
- R. dilatata (AV Martynov, 1935)
- R. dirangpa (F Schmid, 1970)
- R. discoidalis (DE Kimmins, 1953)
- R. divaricata (DE Kimmins, 1953)
- R. doehleri (L Botosaneanu, 1957)
- R. dolingpa (F Schmid, 1970)
- R. dolokana (H Malicky, 1978)
- R. donaldi (AP Nimmo, 1977)
- R. dongkyapa (F Schmid, 1970)
- R. dongre (F Schmid, 1970)
- R. donoana (H Malicky, 1978)
- R. dorje (F Schmid, 1970)
- R. dorsalis (J. Curtis, 1834)
- R. drokpa (F Schmid, 1970)
- R. drosampa (F Schmid, 1970)
- R. drotangpa (F Schmid, 1970)
- R. dumogana (A Neboiss & L Botosaneanu, 1988)
- R. eatoni (R McLachlan, 1879)
- R. ebria (DG Denning, 1949)
- R. ecosa (HH Ross, 1941)
- R. egijnica (F Schmid, 1968)
- R. elongata (DE Kimmins, 1953)
- R. esorima (W Mey, 1996)
- R. euphorbos (H Malicky & CH Sun, 2002)
- R. euryphylla (C Sun & L Yang, 1999)
- R. euterpe (H Malicky & CH Sun, 2002)
- R. evoluta (R McLachlan, 1879)
- R. excavata (AV Martynov, 1909)
- R. exilis (C Sun & L Yang, 1999)
- R. extensa (AV Martynov, 1928)
- R. fagarashiensis (L Botosaneanu, 1964)
- R. falcifera (F Schmid, 1970)
- R. falita (HH Ross, 1956)
- R. fanjingshanensis (H Malicky & CH Sun, 2002)
- R. fansipana (W Mey, 1998)
- R. fasciata (HA Hagen, 1859)
- R. fenderi (HH Ross, 1948)
- R. fenestra (HH Ross, 1938)
- R. fernandi (BJ Armitage and TI Arefina, 2003)
- R. ferox (W Graf, 2007)
- R. ferruginea (JA Scopoli, 1763)
- R. fides (H Malicky & CH Sun, 2002)
- R. fischeri (L Botosaneanu, 1957)
- R. flava (F Klapalek, 1898)
- R. flaviventris (DE Kimmins, 1953)
- R. fletcheri (DE Kimmins, 1952)
- R. flinti (F Schmid, 1970)
- R. flora (H Malicky & CH Sun, 2002)
- R. foliacea (GP Moretti, 1981)
- R. fonticola (J Giudicelli & M Dakki, 1984)
- R. forcipata (H Malicky & CH Sun, 2002)
- R. forcipulata (AV Martynov, 1926)
- R. formosa (Banks, 1911)
- R. formosae (M Iwata, 1928)
- R. formosana (Ulmer, 1927)
- R. fragariae (H Malicky, 1976)
- R. furca (C Hwang & L Tian, 1982)
- R. furcifera (F Klapalek, 1904)
- R. furva (H Malicky & CH Sun, 2002)
- R. fuscula (Walker, 1852)
- R. gelukpa (F Schmid, 1970)
- R. geminispina (Yang, Sun, & Yang, 2001)
- R. gemona (HH Ross, 1938)
- R. germana (L Navas, 1923)
- R. glaberrima (Ulmer, 1907)
- R. glaciera (DG Denning, 1965)
- R. glareosa (R McLachlan, 1867)
- R. gorgitensis (F Sipahiler, 1997)
- R. grahami (Banks, 1940)
- R. grandis (Banks, 1911)
- R. gudrunae (H Malicky, 1972)
- R. gyaldzen (F Schmid, 1970)
- R. gyamo (F Schmid, 1970)
- R. gyaspa (F Schmid, 1970)
- R. gyelbu (F Schmid, 1970)
- R. haddocki (DG Denning, 1968)
- R. hadestril (H Malicky & CH Sun, 2002)
- R. hamata (T Hattori & A Ohkawa, 2007)
- R. hamifera (DE Kimmins, 1953)
- R. hamosa (C Sun, 1995)
- R. hangnia (J Olah, 1987)
- R. haplostephana (C Sun & L Yang, 1998)
- R. harmstoni (HH Ross, 1944)
- R. hayachinensis (M Kobayashi, 1976)
- R. hayakawai (M Kobayashi, 1969)
- R. heliada (H Malicky & T Prommi, 2004)
- R. hingstoni (AV Martynov, 1930)
- R. hippocrepica (C Sun & L Yang, 1995)
- R. hira (H Malicky & P Chantaramongkol, 2009)
- R. hirticornis (R McLachlan, 1879)
- R. hoabinha (J Olah, 1987)
- R. hoangliensis (W Mey, 1998)
- R. hobsoni (AV Martynov, 1930)
- R. hokkaidensis (M Iwata, 1927)
- R. hreblayi (O Kiss, 2003)
- R. hyalinata (Banks, 1905)
- R. hydaspica (F Schmid, 1959)
- R. imitabilis (TI Arefina, 1993)
- R. immaculata (W Mey, 1996)
- R. impar (AV Martynov, 1914)
- R. implicata (TI Arefina, 1993)
- R. inaequalis (DG Denning & F Schmid, 1971)
- R. inconspicua (KJ Morton, 1900)
- R. incudis (W Mey, 1996)
- R. inculta (HH Ross & GJ Spencer, 1952)
- R. insularis (F Schmid, 1970)
- R. intermedia (R McLachlan, 1868)
- R. invaria (Walker, 1852)
- R. iranda (HH Ross, 1938)
- R. ishihanaensis (M Kobayashi, 1984)
- R. isolata (Banks, 1934)
- R. isparta (F Sipahiler, 1996)
- R. italica (GP Moretti, 1981)
- R. itoi (M Tsuda & T Kawai, 1967)
- R. ivrizica (F Sipahiler, 2007)
- R. janosi (J Olah, 1987)
- R. javana (Ulmer, 1951)
- R. jayadurga (F Schmid, 1970)
- R. jenniferae (DL Peck, 1978)
- R. jewetti (DG Denning, 1954)
- R. jigme (F Schmid, 1970)
- R. jirisana (M Kobayashi, 1989)
- R. joani (F Sipahiler, 2000)
- R. joosti (W Mey, 1979)
- R. kadampa (F Schmid, 1970)
- R. kadaphes (F Schmid, 1959)
- R. kadphises (F Schmid, 1959)
- R. kagyupa (F Schmid, 1970)
- R. kaltatica (IM Levanidova & F Schmid, 1977)
- R. kando (F Schmid, 1970)
- R. kangjongpa (F Schmid, 1970)
- R. kanichka (F Schmid, 1959)
- R. kaohsiungensis (Hsu & Chen, 2003)
- R. kardakoffi (L Navas, 1926)
- R. karila (DG Denning, 1948)
- R. karpa (F Schmid, 1970)
- R. kashongpa (F Schmid, 1970)
- R. kawachenpa (F Schmid, 1970)
- R. kawamurae (M Tsuda, 1940)
- R. kawaraboensis (M Kobayashi, 1976)
- R. kedara (F Schmid, 1970)
- R. kelnerae (F Schmid, 1971)
- R. kernada (HH Ross, 1950)
- R. khamakhya (F Schmid, 1970)
- R. khasiorum (F Schmid, 1970)
- R. khimbarpa (F Schmid, 1970)
- R. khiympa (F Schmid, 1970)
- R. kiamichi (HH Ross, 1944)
- R. kimminsi (HH Ross, 1956)
- R. kimminsiana (L Botosaneanu, 1958)
- R. kincaidi (F Schmid, 1970)
- R. kisoensis (M Tsuda, 1940)
- R. kiyosumiensis (RB Kuranishi, 1990)
- R. kiyrongpa (F Schmid, 1970)
- R. kohnoae (HH Ross, 1956)
- R. kolymensis (TI Arefina, 1993)
- R. kondratieffi (CR Parker, 1986)
- R. kownackiana (B Szczesny, 1970)
- R. krauskasseggae (H Malicky, 1978)
- R. kubra (F Schmid, 1970)
- R. kumanskii (Z Spuris, 1988)
- R. kumgangsanica (K Kumanski, 1990)
- R. kunma (F Schmid, 1970)
- R. kuramana (M Tsuda, 1942)
- R. kusang (F Schmid, 1970)
- R. kutscheri (W Mey, 1988)
- R. kuwayamai (F Schmid, 1970)
- R. kyadongpa (F Schmid, 1970)
- R. kyimdongpa (F Schmid, 1970)
- R. kyungpa (F Schmid, 1970)
- R. labeculata (DE Kimmins, 1953)
- R. laevis (FJ Pictet, 1834)
- R. lambakanta (F Schmid, 1970)
- R. laminata (Ulmer, 1912)
- R. langdarma (F Schmid, 1970)
- R. laocai (BJ Armitage and T.I. Arefina, 2003)
- R. laptsapa (F Schmid, 1970)
- R. lata (AV Martynov, 1918)
- R. latitergum (JJ Davis, 1950)
- R. laufferi (L Navas, 1918)
- R. ledra (HH Ross, 1939)
- R. leechi (DG Denning, 1975)
- R. lenae (AV Martynov, 1910)
- R. lepcha (F Schmid, 1970)
- R. lepnevae (IM Levanidova, 1977)
- R. lezeyi (L Navas, 1933)
- R. lhabu (F Schmid, 1970)
- R. lhadzongpa (F Schmid, 1970)
- R. lhopa (F Schmid, 1970)
- R. liedtkei (W Wichard & N Caspers, 1991)
- R. lieftincki (Ulmer, 1951)
- R. ligifera (DE Kimmins, 1953)
- R. ligulula (H Malicky & CH Sun, 2002)
- R. liliputana (Banks, 1939)
- R. lineata (DG Denning, 1956)
- R. lobifera (C Betten, 1934)
- R. lobsang (F Schmid, 1970)
- R. longicuspis (C Sun, 1995)
- R. longistyla (C Sun & L Yang, 1995)
- R. lonpo (F Schmid, 1970)
- R. loxias (F Schmid, 1970)
- R. lurella (DG Denning, 1975)
- R. lusitanica (R McLachlan, 1884)
- R. lyssa (H Malicky & N Changtong, 2004)
- R. macrorrhiza (C Sun & L Yang, 1995)

- R. madalensis (LP Hsu & CS Chen, 1996)
- R. magnahamata (LP Hsu & CS Chen, 1996)
- R. mahunkai (J Olah, 1987)
- R. mainensis (Banks, 1911)
- R. maitripa (F Schmid, 1970)
- R. makiensis (M Kobayashi, 1987)
- R. malayana (Banks, 1931)
- R. malkini (HH Ross, 1947)
- R. manicata (DE Kimmins, 1953)
- R. manipuri (F Schmid, 1970)
- R. manistee (HH Ross, 1938)
- R. manlungpa (F Schmid, 1970)
- R. manna (H Malicky & P Chantaramongkol, 1993)
- R. manuleata (AV Martynov, 1934)
- R. marcida (Banks, 1947)
- R. margaritae (K Kumanski, 1998)
- R. maritima (IM Levanidova, 1977)
- R. marpa (F Schmid, 1970)
- R. martynovi (Mosely, 1930)
- R. mayaensis (M Kobayashi, 1973)
- R. mayestril (H Malicky, 1992)
- R. melanippe (H Malicky, 2007)
- R. melpomene (H Malicky, 1976)
- R. melli (Ulmer, 1926)
- R. merangirana (H Malicky, 1978)
- R. meridionalis (E Pictet, 1865)
- R. meyeri (R McLachlan, 1879)
- R. meyi (BJ Armitage and T.I. Arefina, 2003)
- R. milarepa (F Schmid, 1970)
- R. milnei (HH Ross, 1950)
- R. mimiclaviforma (C Sun & L Yang, 1998)
- R. minora (Banks, 1924)
- R. minoyamaensis (M Kobayashi, 1973)
- R. minuta (Banks, 1939)
- R. mirabilis (IM Levanidova & F Schmid, 1977)
- R. mishmica (DE Kimmins, 1953)
- R. mjohjangsanica (L Botosaneanu, 1970)
- R. mnemosyne (H Malicky, 2007)
- R. mocsaryi (F Klapalek, 1898)
- R. moneta (H Malicky & N Changthong, 2004)
- R. mongolica (IM Levanidova, 1993)
- R. monstrosa (IM Levanidova & F Schmid, 1977)
- R. montana (FM Carpenter, 1933)
- R. monyulpa (F Schmid, 1970)
- R. morettina (L Botosaneanu, 1980)
- R. morsei (H Malicky & CH Sun, 2002)
- R. mortoni (DE Kimmins, 1953)
- R. mosana (DG Denning, 1965)
- R. motakanta (F Schmid, 1970)
- R. motasi (L Botosaneanu, 1957)
- R. mroczkowskii (L Botosaneanu, 1970)
- R. muktepa (F Schmid, 1970)
- R. multispinomera (C Sun & L Yang, 1998)
- R. munda (R McLachlan, 1862)
- R. murhu (H Malicky & P Chantaramongkol, 1989)
- R. mycta (HH Ross, 1941)
- R. myrmidone (H Malicky & J Nawvong, 2004)
- R. nabochepa (F Schmid, 1970)
- R. naga (F Schmid, 1970)
- R. nagaokaensis (M Kobayashi, 1976)
- R. nagongpa (F Schmid, 1970)
- R. nakagawai (M Kobayashi, 1969)
- R. nakpo (F Schmid, 1970)
- R. namgyal (F Schmid, 1970)
- R. nana (IM Levanidova, 1993)
- R. nandori (O Kiss, 2003)
- R. nanpingensis (C Sun & L Yang, 1998)
- R. narayani (F Schmid, 1970)
- R. narvae (L Navas, 1926)
- R. naviculata (KJ Morton, 1900)
- R. negrosana (W Mey, 1998)
- R. neograndis (DG Denning, 1948)
- R. nephroida (C Sun & L Yang, 1998)
- R. netongpa (F Schmid, 1970)
- R. nevada (F Schmid, 1952)
- R. nevadensis (Banks, 1924)
- R. newelli (DG Denning, 1968)
- R. ngawang (F Schmid, 1970)
- R. ngorpa (F Schmid, 1970)
- R. ngulpa (F Schmid, 1970)
- R. nigra (AV Martynov, 1930)
- R. nigrita (Banks, 1907)
- R. nigrocephala (M Iwata, 1927)
- R. nigrorosea (F Schmid, 1959)
- R. niizakiensis (M Kobayashi, 1976)
- R. nipponica (L Navas, 1933)
- R. niwae (M Iwata, 1927)
- R. noeibia (H Malicky & P Chantaramongkol, 1993)
- R. norbu (F Schmid, 1970)
- R. norcuta (HH Ross, 1938)
- R. nubila (JW Zetterstedt, 1840)
- R. nyamangpa (F Schmid, 1970)
- R. nyelungpa (F Schmid, 1970)
- R. nyerongpa (F Schmid, 1970)
- R. nyerpa (F Schmid, 1970)
- R. nyukmadongpa (F Schmid, 1970)
- R. obelix (H Malicky, 1979)
- R. obliterata (R McLachlan, 1863)
- R. obscura (AV Martynov, 1927)
- R. obtusa (F Klapalek, 1894)
- R. occidentalis (R McLachlan, 1879)
- R. occulta (HA Hagen, 1856)
- R. okuihana (W Mey, 1996)
- R. olahi (BJ Armitage and T.I. Arefina, 2003)
- R. ophrys (HH Ross, 1948)
- R. oreia (HH Ross, 1947)
- R. oreta (HH Ross, 1941)
- R. orghidani (L Botosaneanu, 1952)
- R. orientalis (DE Kimmins, 1953)
- R. orobica (GP Moretti, 1991)
- R. orthacantha (J Emoto, 1979)
- R. osellai (H Malicky, 1981)
- R. otica (DA Etnier & JD Way, 1973)
- R. pacata (M Tsuda, 1940)
- R. pacifica (Banks, 1895)
- R. palaepolonica (W Wichard & Caspers, 1991)
- R. palmeni (R McLachlan, 1879)
- R. pallida (Mosely, 1930)
- R. parantra (HH Ross, 1948)
- R. paratecta (W Mey, 1996)
- R. parilis (W Mey, 1998)
- R. parva (DE Kimmins, 1953)
- R. pascoei (R McLachlan, 1879)
- R. paurava (F Schmid, 1959)
- R. pelopeia (H Malicky & A Nuntakwang, 2004)
- R. pellisa (HH Ross, 1938)
- R. pemba (F Schmid, 1970)
- R. pendayica (H Malicky, 1975)
- R. pentagona (H Malicky & CH Sun, 2002)
- R. pepingensis (Ulmer, 1932)
- R. perda (HH Ross, 1938)
- R. perdita (Banks, 1938)
- R. peripenis (C Sun & L Yang, 1998)
- R. perplana (HH Ross & GJ Spencer, 1952)
- R. petersorum (F Schmid & DG Denning, 1971)
- R. philopotamoides (R McLachlan, 1879)
- R. pichaca (DG Denning, 1956)
- R. pieli (L Navas, 1933)
- R. pirinica (K Kumanski, 1980)
- R. poba (F Schmid, 1970)
- R. polha (F Schmid, 1970)
- R. polonica (R McLachlan, 1879)
- R. pongensis (F Sipahiler, 2000)
- R. porntipae (H Malicky, 1987)
- R. potteri (DG Denning & F Schmid, 1971)
- R. praemorsa (R McLachlan, 1879)
- R. procliva (DE Kimmins, 1953)
- R. producta (R McLachlan, 1879)
- R. profusa (Ulmer, 1912)
- R. pseudotristis (K Kumanski, 1987)
- R. psezuapse (SI Melnitsky, 2004)
- R. pubescens (FJ Pictet, 1834)
- R. pulchra (F Schmid, 1952)
- R. pusilla (H Malicky & CH Sun, 2002)
- R. putata (DE Kimmins, 1953)
- R. pyrrha (H Malicky, 2007)
- R. quadrata (W Wichard & C Neumann, 2008)
- R. quadrifida (C Sun & L Yang, 1995)
- R. quana (H Malicky & P Chantaramongkol, 1989)
- R. ramingwongi (H Malicky, 1987)
- R. ramulina (H Malicky & CH Sun, 2002)
- R. ranga (J Olah, 1987)
- R. ravizzai (GP Moretti, 1991)
- R. rayneri (HH Ross, 1951)
- R. rectispina (R McLachlan, 1884)
- R. relegata (F Schmid, 1970)
- R. relicta (R McLachlan, 1879)
- R. retracta (AV Martynov, 1914)
- R. reyesi (DG Denning, 1989)
- R. rhombica (AV Martynov, 1935)
- R. rickeri (HH Ross, 1956)
- R. riedeliana (L Botosaneanu, 1970)
- R. rima (C Sun & L Yang, 1995)
- R. robusta (F Schmid, 1970)
- R. rongpa (F Schmid, 1970)
- R. rotunda (Banks, 1924)
- R. rougemonti (R McLachlan, 1880)
- R. ructicna (H Malicky, 1993)
- R. rupta (R McLachlan, 1879)
- R. sakyapa (F Schmid, 1970)
- R. sanglungpa (F Schmid, 1970)
- R. satoi (RB Kuranishi, 1997)
- R. sauwana (H Malicky, 1995)
- R. scissa (KJ Morton, 1900)
- R. scissoides (DE Kimmins, 1953)
- R. scotina (DE Kimmins, 1953)
- R. schismatica (C Sun & L Yang, 1995)
- R. schmidi (HH Ross, 1969)
- R. schmidinarica (Urbanic, Krusnik, & Malicky, 2000)
- R. senggepa (F Schmid, 1970)
- R. sequoia (DG Denning, 1950)
- R. shaanxiensis (H Malicky & CH Sun, 2002)
- R. shakangpa (F Schmid, 1970)
- R. shekigawana (M Kobayashi, 1973)
- R. shenandoahensis (OS Flint, 1958)
- R. sherchokpa (F Schmid, 1970)
- R. sherpa (F Schmid, 1970)
- R. shikotsuensis (M Iwata, 1927)
- R. shingripa (F Schmid, 1970)
- R. shiraishiensis (M Kobayashi, 1971)
- R. shresthai (H Malicky, 2004)
- R. sibirica (R McLachlan, 1879)
- R. sicorensis (L Navas, 1917)
- R. sichuanensis (H Malicky & CH Sun, 2002)
- R. sierra (DG Denning, 1968)
- R. sikungpa (F Schmid, 1970)
- R. silinka (TI Arefina, 1994)
- R. similis (AV Martynov, 1935)
- R. simmonsi (BJ Armitage, 2008)
- R. simulatrix (R McLachlan, 1879)
- R. sinensis (AV Martynov, 1931)
- R. singularis (L Botosaneanu, 1970)
- R. sinuata (DE Kimmins, 1953)
- R. siskiyou (DG Denning, 1975)
- R. smithi (BJ Armitage and T.I. Arefina, 2003)
- R. soldani (W Mey, 1989)
- R. soror (L Provancher, 1878)
- R. spinalis (AV Martynov, 1930)
- R. spinata (DG Denning, 1965)
- R. spinosellata (W Mey, 1995)
- R. spinulata (AV Martynov, 1913)
- R. stankovici (M Radovanovic, 1932)
- R. starki (Smith & Weaver III, 1984)
- R. stenostyla (AV Martynov, 1930)
- R. stheneboia (H Malicky & T Prommi, 2006)
- R. stigmatica (F Kolenati, 1859)
- R. styligera (DE Kimmins, 1953)
- R. suah (H Malicky & P Chantaramongkol, 2009)
- R. subovata (AV Martynov, 1913)
- R. sumatrana (Ulmer, 1930)
- R. sumdopa (F Schmid, 1970)
- R. sutchanica (F Schmid & IM Levanidova, 1986)
- R. suthepensis (H Malicky, 1987)
- R. szeptyckii (H Malicky, 1993)
- R. tachikawana (M Kobayashi, 1973)
- R. tamalpaisi (DG Denning, 1975)
- R. tamdaoensis (H Malicky, 1995)
- R. tamdaona (J Olah, 1987)
- R. tantichodoki (H Malicky & P Chantaramongkol, 1993)
- R. tarda (J Giudicelli, 1968)
- R. tarkiya (F Schmid, 1970)
- R. tashepa (F Schmid, 1970)
- R. tashidingpa (F Schmid, 1970)
- R. tecta (KJ Morton, 1900)
- R. teddyi (HH Ross, 1939)
- R. tehama (DG Denning, 1975)
- R. tenebrosa (W Mey, 1998)
- R. tengyelingpa (F Schmid, 1970)
- R. ternifolia (C Sun & L Yang, 1995)
- R. terpsichore (H Malicky, 1976)
- R. tetracantha (C Sun & L Yang, 1995)
- R. tetraphylla (C Sun & L Yang, 1995)
- R. thyridata (L Navas, 1935)
- R. tianmushanensis (H Malicky & CH Sun, 2002)
- R. tibori (O Kiss, 2003)
- R. tolungpa (F Schmid, 1970)
- R. tonneri (W Mey, 1989)
- R. torrentium (FJ Pictet, 1834)
- R. torva (HA Hagen, 1861)
- R. tosagan (H Malicky & P Chantaramongkol, 1993)
- R. towadensis (M Iwata, 1927)
- R. tralala (F Schmid, 1970)
- R. transquilla (M Tsuda, 1940)
- R. trashipa (F Schmid, 1970)
- R. trescaviscensis (L Botosaneanu, 1960)
- R. triangularis (F Schmid, 1970)
- R. tricornuta (JL Sykora & DJ McCabe, 1996)
- R. tridentata (L Tian & Y Li, 1986)
- R. trifasciata (Mosely, 1930)
- R. triloba (C Hwang, 1958)
- R. trinacriformis (L Tian & Y Li, 1986)
- R. tristis (FJ Pictet, 1834)
- R. trulungpa (F Schmid, 1970)
- R. truncata (DE Kimmins, 1953)
- R. tsering (F Schmid, 1970)
- R. tshiringpa (F Schmid, 1970)
- R. tshogpa (F Schmid, 1970)
- R. tsiudmarpo (F Schmid, 1970)
- R. tsona (F Schmid, 1970)
- R. tsongkhapa (F Schmid, 1970)
- R. tsudai (HH Ross, 1956)
- R. tsurakiana (H Malicky, 1984)
- R. tsusimaensis (M Kobayashi, 1985)
- R. tucula (HH Ross, 1950)
- R. tukuche (SI Melnitsky, 2005)
- R. tungkorpa (F Schmid, 1970)
- R. tungpa (F Schmid, 1970)
- R. tupikana (W Mey, 1994)
- R. uchidai (M Kobayashi, 1989)
- R. ugyenpa (F Schmid, 1970)
- R. ulmeri (L Navas, 1907)
- R. uncata (DE Kimmins, 1953)
- R. ungulata (DE Kimmins, 1953)
- R. unimaculata (DG Denning, 1941)
- R. unipunctata (F Schmid, 1970)
- R. unisegmentalis (H Malicky & CH Sun, 2002)
- R. urgl (H Malicky & A Lounaci, 1987)
- R. vaccua (LJ Milne, 1936)
- R. vaefes (LJ Milne, 1936)
- R. vagrita (LJ Milne, 1936)
- R. valuma (LJ Milne, 1936)
- R. vallei (GP Moretti, 1997)
- R. vallisclausae (J Giudicelli & L Botosaneanu, 1999)
- R. vandeli (R Despax, 1933)
- R. vao (LJ Milne, 1936)
- R. vargai (O Kiss, 2003)
- R. vascula (H Malicky & CH Sun, 2002)
- R. vedra (LJ Milne, 1936)
- R. velora (DG Denning, 1954)
- R. vemna (LJ Milne, 1936)
- R. verecunda (M Tsuda, 1940)
- R. vernestril (W Mey, 1996)
- R. verrula (LJ Milne, 1936)
- R. verugia (H Malicky & P Chantaramongkol, 1993)
- R. vetina (LJ Milne, 1936)
- R. vibox (LJ Milne, 1936)
- R. vicina (L Botosaneanu, 1970)
- R. viquaea (LJ Milne, 1936)
- R. visor (LJ Milne, 1936)
- R. vobara (LJ Milne, 1936)
- R. vocala (LJ Milne, 1936)
- R. voccia (H Malicky & P Chantaramongkol, 1993)
- R. vofixa (LJ Milne, 1936)
- R. vranitzensis (L Botosaneanu & M Marinkovic-Gospodnetic, 1967)
- R. vulgaris (FJ Pictet, 1834)
- R. vuzana (LJ Milne, 1936)
- R. wangpo (F Schmid, 1970)
- R. wanichacheewai (H Malicky, 1987)
- R. willametta (HH Ross, 1950)
- R. wolongensis (H Malicky, 1995)
- R. wuyanensis (C Sun & L Yang, 1998)
- R. wuyiensis (C Sun & L Yang, 1995)
- R. xayide (H Malicky & P Chantaramongkol, 1989)
- R. yamanakensis (M Iwata, 1927)
- R. yamazakii (M Tsuda, 1941)
- R. yarlungpa (F Schmid, 1970)
- R. yigrongpa (F Schmid, 1970)
- R. yipung (F Schmid, 1970)
- R. yishepa (F Schmid, 1970)
- R. yonggyapa (F Schmid, 1970)
- R. yora (H Malicky, 1989)
- R. yoshinensis (M Tsuda & T Kawai, 1967)
- R. yosiiana (M Tsuda, 1940)
- R. yukii (M Tsuda, 1942)
- R. yullha (F Schmid, 1970)
- R. zhiltsovae (VD Ivanov, 1991)
- R. zhungpa (F Schmid, 1970)
- R. zwickorum (H Malicky, 1972)